# Miramiguoa Park
Miramiguoa Park est un village du comté de Franklin, dans le Missouri, aux États-Unis,. Situé au sud du comté, il est incorporé en 1997.

## Démographie
Lors du recensement de 2010, le village comptait une population de 120 habitants. Elle est estimée, en 2016, à 119 habitants.

## Source de la traduction
- (en) Cet article est partiellement ou en totalité issu de l’article de Wikipédia en anglais intitulé « Miramiguoa Park, Missouri » (voir la liste des auteurs).